# СКА (футбольный клуб, Минск)
СКА — советский футбольный клуб из Минска. До 1937 года известен как БВО (Смоленск).

## Названия
- 1938—1946 годы — ОДОКА.
- 1947—1957 годы — ОДО.
- 1958—1959 годы — СКВО.
- 1960 год — ДО (Бобруйск).
- 1961 год — СКА (Бобруйск).
- 1962—1976 годы — СКА (Минск)

## Достижения
- В первой лиге — 10 место (в зоне Союзных республик второй группы 1949 год).
- В кубке СССР — поражение в 1/16 финала (1950).
- Чемпион Белорусской ССР: 1940, 1946, 1950, 1952, 1964, 1965.
- Обладатель Кубка Белорусской ССР: 1945, 1946, 1950, 1951.

## Известные игроки
- Радзишевский, Владислав Николаевич.
- Рыжкин, Владимир Алексеевич.
- Чергинец, Николай Иванович.